# Il caso o la speranza? Un dibattito senza diplomazia
Il caso o la speranza? Un dibattito senza diplomazia è un'opera, edita nel marzo nel 2013 dalla Garzanti nella collana Saggi, che accoglie un incontro tra Vito Mancuso e Paolo Flores D'Arcais organizzato dal periodico MicroMega ed ivi pubblicato col titolo Il caso e l'illusione (marzo 2012, a cura di Emilio Carnevali).

## Opera
L'opera è formata da un corpo centrale che presenta la conversazione, preceduto da due introduzioni e due post scriptum. Nella prima introduzione Mancuso definisce il dialogo come un qualcosa di delicato in cui è necessario sapersi porre in posizione di apertura uscendo dal proprio punto di vista ed entrando nel mondo dell'altro. È importante considerare l'altro una persona che pensa non solo con la ragione, ma anche col cuore.
Opposta è la posizione di Flores D'Arcais secondo cui il dialogo è un tentativo mirato a distruggere la posizione dell'altro, non diplomazia, ma scontro e conflitto, regolato però da un accordo che il discorso debba essere razionale, che debbano prevalere i fatti e la logica, che la critica debba poter comprendere ogni obiezione e che sia vietato l'argomento dogmatico. Insomma che ci sia bisogno di verità non di consolazione. Naturalmente per Flores D'Arcais la verità è solo quella che si raggiunge con la ragione.
Il corpo della conversazione coinvolge l'intero orizzonte di pensiero del filosofo ateo e del teologo credente che viene scandagliato dai due in modo impietoso. Si affrontano temi che ruotano intorno al tema centrale "fede e scienza", toccando argomenti quali Dio e la dimensione religiosa dell'uomo, l'anima, il senso della vita, il compito della filosofia e il ruolo della morale, l'evoluzione che è un punto centrale.
Emergono due visioni della vita e del mondo, una legata ai prodotti della ragione, l'altra aperta ad una conoscenza che va anche al di là della ragione e che fonda il bene e permette l'accesso alla dimensione dello spirito. Circa il grande problema della necessità-contingenza per il primo è un rapporto di aut-aut, mentre e per il secondo noi siamo il prodotto di un miscuglio di questi due principi.
Nei due interventi finali ognuno analizza i vari temi presi in considerazione difendendo ed esponendo le linee conclusive della propria posizione che resta la stessa e non può essere diversamente poiché ci troviamo di fronte a due posizioni antitetiche che esprimono la situazione antinomica del pensiero umano quando si trova di fronte alle verità ultime ed essenziali.

## Edizione
- Vito Mancuso e Paolo Flores D'Arcais, Il caso o la speranza? Un dibattito senza diplomazia, 2013, Garzanti